# Júlíana Sveinsdóttir
Júlíana Sveinsdóttir (1889 på Vestmannaøerne - 1966 i Danmark) var en islandsk maler og tekstilkunstner.
Júlíana Sveinsdóttir blev uddannet hos Þórarinn B. Þorláksson på Island og 1912–17 ved Det Kongelige Danske Kunstakademi i København, hvor hun også senere var boede. Hun malede landskaber med en fin farvefølsomhed, der opfangede havets overvældende magt og konfrontation mellem land og hav, blandt andet fra sin barndoms Heimaey i Vestmannaøerne, men malede også portrætter, herunder selvportrætter, hvor hun undersøgte sig selv med et nådesløst, kritisk blik og skildrede sig selv i alle tilstande fra depression, til aldring og fysisk forfald, og malede også stilleben, lige som hun lavede mosaikker og tekstilkunst.